# Forza (traghetto)
Il Forza è un traghetto appartenente alla compagnia di navigazione Grimaldi Lines ed in noleggio a lungo termine alla GNV.

## Servizio
Varato nel 2009 nei Nuovi Cantieri Apuania di Marina di Carrara con il nome di Forza e consegnato il 24 marzo 2010 alla Grimaldi Lines, viene subito noleggiato alla GNV ed il 27 marzo prende servizio nei collegamenti tra Livorno e Palermo.
Il 2 giugno 2010 viene disarmato a Genova e fa ritorno in flotta Grimaldi Lines.
Nel giugno del 2011 prende servizio nei collegamenti tra Barcellona, Genova e Palermo.
Il 19 ottobre 2011 viene trasferito nei collegamenti tra Livorno e Termini Imerese, dove opera fino al 12 novembre 2012, giorno in cui viene disarmato a Genova.
Nel dicembre del 2012 viene noleggiato alla Anek Lines ed il 21 dicembre prende servizio sotto le insegne della compagnia greca nei collegamenti tra Patrasso, Igoumenitsa e Venezia.

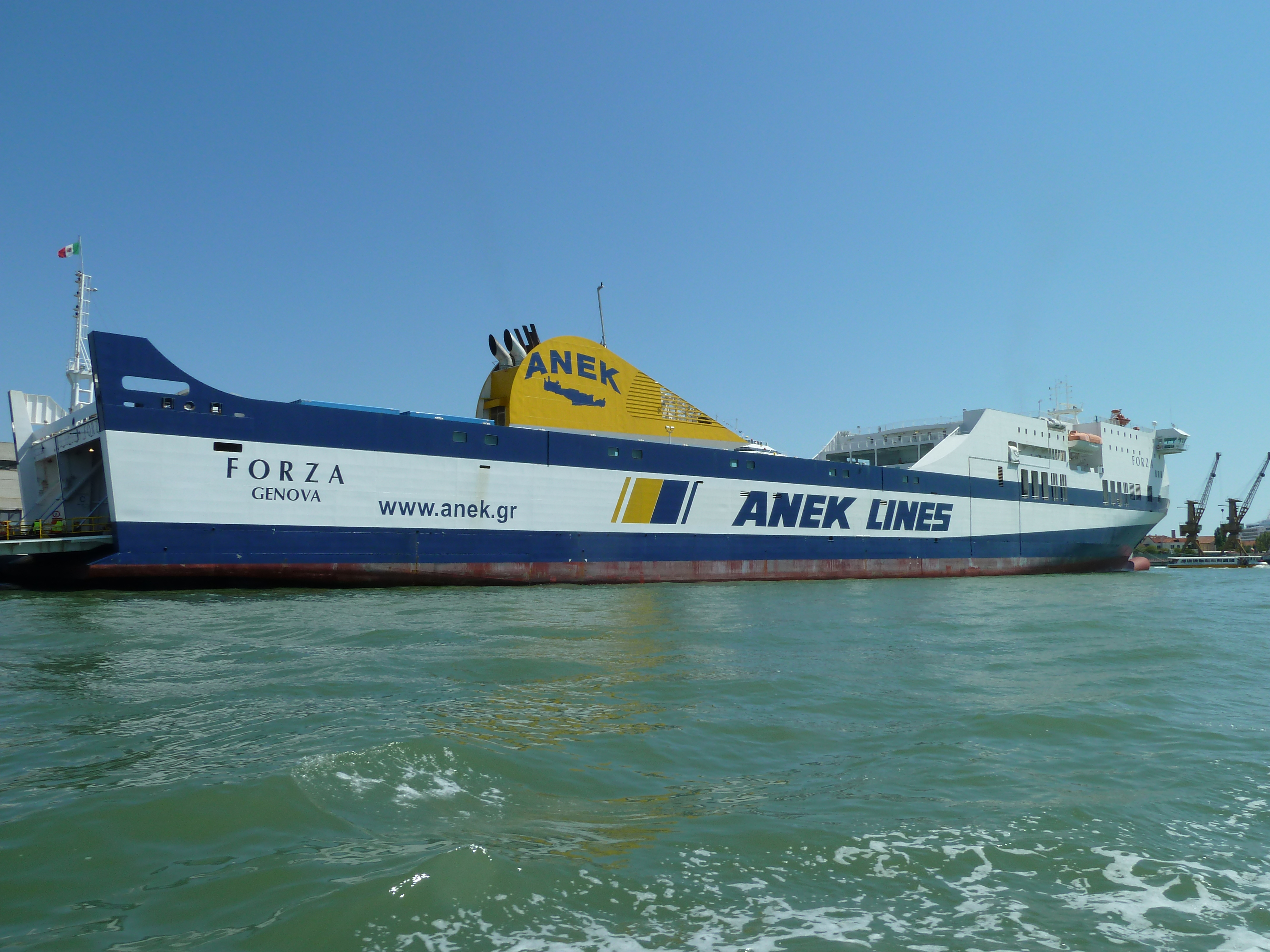
Il Forza in servizio per Anek Lines nel 2013.

Nel febbraio del 2016 termina il noleggio alla Anek Lines e viene subito rinoleggiato alla spagnola Trasmediterránea. 
Il 25 febbraio prende servizio nei collegamenti tra Valencia e Palma di Maiorca.
Nell'ottobre del 2019 viene sottoposto a lavori di ristrutturazione nei cantieri navali San Giorgio del Porto di Genova, durante i quali vengono installati gli scrubber al fumaiolo.
Il 15 ottobre 2020 viene noleggiato insieme al gemello Tenacia alla GNV e prende servizio nei collegamenti tra Civitavecchia e Termini Imerese e Genova, operando tuttavia a rotazione anche nelle altre linee del network GNV.

## Navi gemelle
- Rizhao Orient
- Athena Seaways
- Tenacia
- Superfast I
- Superfast II
- Victoria Seaways
- Regina Seaways